# Valéria Gyenge
Valéria Gyenge (* 3. dubna 1933) je maďarská plavkyně, která vyhrála 400 m volný způsob na Letních olympijských hrách 1952 a fotografka. Zůstala v čele této disciplíny až do roku 1956, ale na olympijských hrách v roce 1956 skončila na osmém místě, které pro ni bylo zklamáním. V roce 1978 byla uvedena do Mezinárodní plavecké síně slávy.

## Životopis
Gyenge byla snacha Jánose Garaye, olympijského vítěze v šermu z roku 1928, který zemřel v německém koncentračním táboře v roce 1945. Její sestry Judy a Suzy, stejně jako její švagrová Mària, byly také plavkyně. Po olympijských hrách v roce 1956 se Gyenge přestěhovala do Kanady spolu se svým snoubencem a budoucím manželem Jánosem Garaiem, hráčem vodního póla. V Kanadě několik měsíců plavala za klub EMAC v Torontu a poté tři roky trénovala plavání, než se stala fotografkou. Její dcera Soo Garay se stala herečkou.